# 삼연화점포석
삼연화점 포석은 상하 두 귀와 변의 화점 세 곳에 일렬로 착점해 세력 중심으로 전개하는 포석이다. 상대방을 자신의 세력권 안으로 끌어들여 유리하게 싸울 수 있는 반면 실리에 약한 단점이 있다.